# باريس تورز 1947
باريس تورز 1947 هو سباق دراجات هوائية، وهو الموسم رقم 41 من باريس تورز، وأقيم في 1947.
فاز بالمركز الأول بريك سكوت، وبالمركز الثاني إميل آي دي، وبالمركز الثالث ألبرت سيركو.

## الفائزون
| الترتيب | الفائز      |
| ------- | ----------- |
| الفائز  | بريك سكوت   |
| الثاني  | إميل آي دي  |
| الثالث  | ألبرت سيركو |